# The Cupola
The Cupola ist ein 970 Meter hoher Berg im Süden des australischen Bundesstaates Tasmanien.
Er liegt am Nordwestende der Frankland Range über dem Lake Pedder. Westlich anschließend befindet sich der Redtop Peak.

## Name
Der Name ist auf die Form des Berges zurückzuführen und ist vom Wort Laterne (englisch Cupola) abgeleitet.